# 榄叶柯
榄叶柯（学名：Lithocarpus oleifolius）是壳斗科柯属的植物。分布于中国大陆的广西、广东、江西、贵州、福建、湖南等地，生长于海拔500米至1,200米的地区，常生长在山地杂木林中，目前尚未由人工引种栽培。